# Tây Bắc Hoa Kỳ

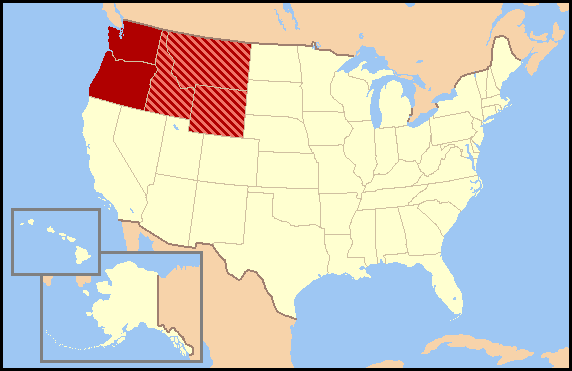
Có nhiều định nghĩa khác nhau từ nhiều nguồn khác nhau nói về vùng Tây Bắc Hoa Kỳ. Các tiểu bang có màu đỏ đậm thường được ghi nhận là vùng này trong khi tất cả hay một phần các tiểu bang có sọc đỏ có thể hoặc không được xem là vùng Tây Bắc Hoa Kỳ.

Vùng Tây Bắc Hoa Kỳ (Northwestern United States) là chỉ các tiểu bang miền tây bắc trên các vùng Đại Bình Nguyên tây bắc bao gồm các tiểu bang Oregon và Washington, đôi khi các tiểu bang Idaho, Montana, phía đông nam Alaska, và Wyoming được thêm vào. Cũng có lúc phần phía bắc của tiểu bang California cũng được xem là trong Vùng Tây Bắc.

## Các tên gọi

### Tây Bắc "The Northwest"
"The Northwest" hay Tây Bắc đôi khi chỉ được dùng để chỉ phía tây Oregon và Washington, bao gồm vùng duyên hải cũng như vùng đông dân cư của thung lũng sông Willamette và Puget Sound nhưng không tính vùng phía đông của dãy núi Cascade. 

### Tây Bắc Thái Bình Dương
Tại Hoa Kỳ tên gọi " The Pacific Northwest" hay Tây Bắc Thái Bình Dương (viết tắt là PNW hay PacNW) thường được dùng để chỉ Oregon, Washington và đôi khi Idaho, tây bắc Montana và phía bắc California. Tuy nhiên tên gọi nầy hiểu theo nghĩa quốc tế là bao gồm vài phần của Canada.

### Cựu Tây Bắc
Cũng giống như vùng Tây Nam Hoa Kỳ, ý tưởng về phần nào là Tây Bắc cứ bị đẩy mãi xa về phía tây khi lãnh thổ Hoa Kỳ được mở rộng về phía tây theo thời gian. The original Northwest hay là Tây Bắc nguyên thủy (thường được gọi là "Old Northwest" hay Cựu Tây Bắc) bao gồm Lãnh thổ Tây Bắc xa xưa mà ngày nay là Ohio, Indiana, Illinois, Michigan, Wisconsin và một phần Minnesota khi Hoa Kỳ mới vừa lập quốc với các tiểu bang đầu tiên. Rồi dần dần Tây Bắc vượt qua vùng Trung Tây Hoa Kỳ và đến nơi mà được định nghĩa bây giờ.